# 27864 Антонґрафф
27864 Анто́нґра́фф (1995 EA9, 1999 BQ3, 27864 Antongraff) — астероїд головного поясу, відкритий 5 березня 1995 року.
Тіссеранів параметр щодо Юпітера — 3,308.